# Mission de supervision des Nations unies en Syrie
La mission de supervision des Nations unies en Syrie (MISNUS) (en anglais : United Nations Supervision Mission in Syria, UNSMIS) était une mission de maintien de la paix qui s'était déroulée en Syrie entre avril et août 2012 dans le cadre de la guerre civile syrienne. À la suite de l'escalade du conflit, le personnel des Nations unies fut retiré et la mission fut suspendue.

## Historique
Bien que les observateurs restent dans le pays, Mood a suspendu leur mission le 16 juin 2012 en invoquant « l'escalade de la violence ». Les observateurs ne mènent alors plus de patrouilles et restent sur leurs positions jusqu'à ce que la suspension soit levée. 
Le 20 juillet 2012, le Conseil de sécurité a prolongé la mission de la MISNUS pour une dernière période de 30 jours. Conformément à la résolution 2059, le Conseil n'envisagerait de nouvelles prorogations que si le Secrétaire général faisait rapport et que le Conseil de sécurité confirmait la cessation de l'utilisation d'armes lourdes et une réduction du niveau de violence suffisante de la part de toutes les parties pour permettre à la MISNUS de mettre en œuvre son mandat.
Le 25 juillet 2012, le secrétaire général adjoint aux opérations de maintien de la paix, Hervé Ladsous, a annoncé qu'environ la moitié des observateurs militaires ont été renvoyés dans leur pays.
Les deux conditions fixées par le Conseil n'ont pas été remplies. Cela a été signalé dans une lettre du Secrétaire général au Conseil de sécurité le 10 août, dans laquelle il a également présenté ses observations sur le travail futur des Nations unies en Syrie.
Le 16 août, l'ambassadeur français auprès des Nations unies, Gérard Araud, président en exercice du Conseil de sécurité, a déclaré que les conditions pour prolonger la mission au-delà du 20 août, parmi lesquelles une réduction significative de la violence, n'étaient pas réunies et que la mission prendrait fin. La Russie a organisé de nouvelles réunions de l'ONU à New York le 17 août, et appelle toutes les parties à mettre fin à la violence.

## Organisation
La mission était commandée par le général de division norvégien Robert Mood jusqu'au 20 juillet 2012, suivi du général de corps d'armée Babacar Gaye du Sénégal. 

## Force de l'ONU
La résolution 2043 autorise jusqu'à 304 observateurs militaires non armés, plus une composante civile appropriée. Au 30 juin 2012, la MISNUS se composait de 280 observateurs militaires, 81 membres du personnel civil international et 41 membres du personnel civil local. Le personnel militaire provenait de l'Arménie, du Bangladesh, du Bénin, du Brésil, du Burkina Faso, du Burundi, du Cambodge, du Tchad, de la Chine, de la Croatie, de la République tchèque, du Danemark, de l'Équateur, de l'Égypte, des Fidji, de la Finlande, de la France, du Ghana, de l'Indonésie, de l'Irlande, de l'Italie, de la Jordanie, du Kenya, du Kirghizstan, de la Mauritanie, Maroc, Népal, des Pays-Bas, de la Nouvelle-Zélande, du Niger, du Nigeria, de la Corée du Nord, de la Norvège, du Paraguay, des Philippines, de la Roumanie, de la Russie, du Sénégal, de la Slovénie, de la Suède, de la Suisse, du Togo, du Vietnam, du Yémen et de la Zimbabwe.

## Décorations

Ruban médaille

## Sources
- (en) Cet article est partiellement ou en totalité issu de l’article de Wikipédia en anglais intitulé « United Nations Supervision Mission in Syria » (voir la liste des auteurs).

## Compléments